# Холли Вудс
Холли Вудс (англ. Holli Woods), настоящее имя Джессика Ли Дент (англ. Jessica Leigh Dent, 26 августа 1977, Техас — 27 декабря 2007, Бедфорд, Техас) — американская порноактриса, лауреатка премии AVN Awards.

## Биография
Родилась 26 августа 1977 года в Техасе. Дебютировала в порноиндустрии в 1997 году, в возрасте около 20 лет.
Снималась для таких студий, как Zane Entertainment Group, Vivid Entertainment, Sin City, Evil Angel, Elegant Angel, Devil’s Film и других.
В 1998 году получила премию AVN Awards в номинации «лучшая групповая сцена» за роль в Gluteus to the Maximus совместно с Питером Нортом, Кати Голд, Алиссой Лав и Шей Суит.
С 10 октября 1998 года по 2001 год состояла в браке с актёром и продюсером Джейсоном Фармером.
Ушла из индустрии в 2001 году, снявшись в 83 фильмах.
Умерла 27 декабря 2007 года в Бедфорде (Техас) от передозировки, в возрасте 30 лет.

## Награды
| Год  | Награда    | Категория                      | Работа                 | Результат |
| ---- | ---------- | ------------------------------ | ---------------------- | --------- |
| 1998 | AVN Awards | Лучшая групповая сцена (видео) | Gluteus to the Maximus | Победа    |

## Избранная фильмография
- Gluteus to the Maximus[8][9] (1997)